# Баламезов, Стефан
Стефан Гаврилов Баламезов (болг. Стефан Баламезов; 9 сентября 1883, Кишинёв — 30 сентября 1960, София) — болгарский дипломат и ученый-конституционалист, академик (1946), профессор (1927).

## Биография
Родился 9 сентября 1883 в Кишинёве. Окончил среднюю школу в Софии и в 1906 стал выпускником юридического факультета Софийского университета. Во время учёбы был исключен из-за поддержки Российской революции 1905—1907, в 1907—1908 изучал в Париже административное и международное право.
В 1906—1922 был дипломатом в Министерстве иностранных дел и религии Болгарии в посольстве в Санкт-Петербурге, Париже и Праге. В 1912 участвует в Международной комиссии по урегулированию иностранных дел Болгарии.
В 1916 он был избран доцентом, а в 1924 профессором.
В 1929—1930 и 1944—1945 был ректором Софийского университета «Святого Климента Охридского».
Умер в Софии 30 сентября 1960.

## Работы
Автор более 20 научных книг и монографий по конституционному праву. Наиболее популярными из них являются:
- «Министрите — тяхната роля и тяхната власт — в парламентарната монархия» (1914);
- «Сравнително и блъгарско конституционно право» в 2 части (1935—1936);
- «Конституционно» право в 3 части (1942—1945).